# Lomes
Lomes (asturisch Llomes) ist eine Parroquia und ein Ort in der Gemeinde Allande der Autonomen Gemeinschaft Asturien im Norden Spaniens.
Die 105 Einwohner (2011) leben auf einer Fläche von 6,76 km². Pola de Allande, der Verwaltungssitz der Gemeinde, ist nach 9,7 km über die AS-14 zu erreichen.

## Sehenswürdigkeiten
- Pfarrkirche in Lomes

## Dörfer und Weiler
| Name spanisch    | asturisch | Einwohner 1. Januar 2022 | Lage                    |
| ---------------- | --------- | ------------------------ | ----------------------- |
| Carcedo de Lomes |           | 29                       |                         |
| Lomes            |           | 21                       | 43.214046 -6.570172 408 |
| Otero            |           | 26                       | 43.224883 -6.558568 536 |
| Tarallé          |           | 37                       | 43.216924 -6.578405 617 |
| Summe            |           | 105                      |                         |